# Джована Антонели
Джована Антонели (на португалски: Giovanna Antonelli) е бразилска актриса и модел.

## Биография
Родена е на 18 март 1976 г. в Рио де Жанейоро. Дъщеря е на Илтон Прада, бивш оперен певец, и танцьорката и бивша балерина Сюели Антонели. Има по-голям брат Леонард, адвокат. Започва артистична кариера на 14 години с детската програма „Анджелика“, играе помощник на Анджелика. Ранните ѝ роли са в сериалите „Tropicaliente“, „Tocaia Grande“ и др.

### Кариера
Джована Антонели получава първата си роля във филма „Malhação“, като играе ролята на Иса (1995 – 2000). Брез 2000 г. играе като Шарън във филма „Боса нова“. След като дебютира, получава роля във филма „Laços de Familia“.
През 2001 г. играе главната роля на филма с който става известна и в България – „Клонинг“ („O clone“). Там си партнира с Мурило Беницио, теленовелата има голям успех, Джована и Мурило пътуват много. Когато младата мюсюлманка на малкия екран танцува изглежда все едно танците са в кръвта и, но това е така, защото Джована практикува ориенталски танци по шест часа на ден в продължение на два месеца и това е причината поради която тази роля кара Джована да се затруднява в работата си. След години съвместна работа Беницио става дългоочакваната любов на Антонели. Двойката се омъжва и Джована става мащеха на сина на Мурило от първия му брак.
През 2002 г. играе във филма „Avassaladoras“. Година по-късно Джована играе във филма „A Casa Das Sete Mulheres“. Тази роля е много важна за нея, защото тя отново работи с режисьора Джейми Монджардим и си партнира с велики актьори като Тиаго Ласерда, Далтон Вайт, Даниела Ескобар, Камила Маргодо и Вернер Шунеман.
През 2003 и 2004 г. играе в игрални филми и след това се връща към теленовелите.

### Личен живот
През 1997 г. Антонели се омъжва за публициста Рикардо Медина, с когото има връзка още от гимназия. Двойката се развежда през декември 2001 г.
През 2002 г. започва да се среща със звездата от „Клонинг“ Мурило Беницио.
През декември 2004 г. Джована претърпява катастрофа, за която обвинява папараците, които я следват навсякъде. На пресконференция след излизането ѝ от болница тя и Мурило Беницио казват, че е бременна. Новината е много добре приета от феновете на световноизвестната двойка. Тя ражда единственото им дете Пиетро на 24 май 2005 г. Двойката се разделя през 2007 г. след петгодишна връзка.
През май 2007 г. Антонели се омъжва за американския бизнесмен Робърт Локацио. Двойката се разделя едва след 4 месеца съвместен живот.

## Филмография
Телевизия
- 1994: Tropicaliente
- 1995: Tocaia Grande
- 1996: Xica da Silva
- 1998: Corpo Dourado
- 1999: Força de Um Desejo
- 2000: Laços de Família
- 2001: Клонинг
- 2003: A Casa das Sete Mulheres
- 2004: Da Cor do Pecado
- 2006: Minha Nada Mole Vida
- 2007: Amazônia: De Galvez a Chico Mendes
- 2007: Sete Pecados
- 2008: Três Irmãs
- 2009: Viver a Vida
- 2011: Chico Xavier
- 2011: Aquele Beijo
- 2012: As Brasileiras

Филми
- 2000: Bossa Nova
- 2002: Avassaladoras
- 2003: Maria, Mãe do Filho de Deus
- 2004: A Cartomante
- 2007: Caixa Dois
- 2007: Por Acaso
- 2009: The Heartbreaker
- 2009: Budapest

## Театри
- 2003: Jesus Christ Superstar
- 2004: Dois na Gangorra

## Награди
- 2002: Най-добра актриса (O Clone) - Номинирана
- 2002: Най-добра двойка (O Clone) - Печели с Мурило Беницио
- 2003: Актриса на годината - Печели
- 2004: Най-добра актриса (A Casa DAS Sete Mulheres) - Номиниран
- 2005: Най-добра актриса (Da Кор да Pecado) – Печели